# Notre histoire...
Pour les articles homonymes, voir Notre histoire (homonymie).
Notre Histoire...  est une exposition collective présentée à Paris, au Palais de Tokyo du 21 janvier 2006 au 25 mai 2006.

## Propos
Nicolas Bourriaud et Jérôme Sans, les commissaires d'exposition, se sont donné pour objectif de dresser un panorama de l'activité artistique française contemporaine et de laisser ainsi imaginer ce que pourrait être « notre histoire ».

### Participants
À cette occasion, 30 artistes émergents, qui travaillent régulièrement en France, ont été exposés :
- Adel Abdessemed
- Boris Achour
- Saâdane Afif
- Kader Attia
- Olivier Babin
- Jules de Balincourt
- Virginie Barré
- Rebecca Bournigault
- Mircea Cantor
- Alain Declercq
- Leandro Erlich
- Laurent Grasso
- Loris Gréaud
- Kolkoz
- Arnaud Labelle-Rojoux
- Matthieu Laurette
- Michael Lin
- Mathieu Mercier
- Jean-François Moriceau et Petra Mrzyk
- Nicolas Moulin
- Valérie Mréjen
- Bruno Peinado
- Bruno Serralongue
- Nathalie Talec
- Agnès Thurnauer
- Barthélémy Toguo
- Tatiana Trouvé
- Fabien Verschaere
- Wang Du

## Liens